# Pseudidothea scutata
Pseudidothea scutata là một loài chân đều trong họ Pseudidotheidae. Loài này được Sheppard miêu tả khoa học năm 1957.